# مارتيلو بتاريللي
مارسيلو بتاريللي (النطق الإيطالي: ‎[marˈtʃɛllo battʃaˈrɛlli]‏; 16 فبراير 1731 – 5  يناير 1818) رسام إيطالي-بولندي من أواخر الفترة الباروكية والفترة الكلاسيكية.

## سيرة
ولد في روما ودرس هناك تحت ماركو بنيفيال. عام 1750 تمت دعوته إلى درسدن في ولاية سكسونيا، حيث تم تعيينه من قبل الملك المُنتخب أوغسطس الثالث من بولندا، بعد موته ذهب إلى فيينا ومن ثم إلى وارسو. هناك التقى وعمل إلى جانب رسام إيطالي آخر يُدعى بيرناردو بيلوتو
 في درسدن وفيينا ووارسو. كان المدير لأكاديمية الفنون في وارسو المُنشأة حديثاً.
رسم مجموعة من اللوحات التي تصور جميع الملوك البولنديين تقريباً، بدءاً من بوليسلاف الأول شروبري إلى آخر ملوك الكومنولث البولندي الليتواني ستانيسواف الثاني أغسطس الذي كان أيضاً راعياً ومعجباً ببتاريللي، كما رسم صورة من لإيليشبيتا تشارتوريسكا في فستان زفافها كلفته بها بعد سنوات من زواجها. كان بتاريللي حريصاً على تصوير المشاهد الثقافية الهامة من تاريخ بولندا. بعد تقسيم بولندا وصعود نابليون انتقل إلى دوقية وارسو التابعة للإمبراطورية الفرنسية الأولى وتوفي عام 1818.
يوجد عدد من لوحاته التي رسمها للملك ستانيسواف أغسطس الثاني في القلعة الملكية في وارسو. وتشمل هذه:-
- «القوة» و«العقل» و«الإيمان» و«العدالة» في قاعة الجمهور القديمة.
- «ازدهار الفنون» و«العلوم» و«الزراعة» و«التجارة» على سقف قاعة الجمهور القديمة.
- «ريبيكا وإليازر» في غرفة نوم الملك.
- «استير وأحشويروش» في غرفة نوم الملك.

خلال شنوات بتاريللي الأولى في وارسو بدأ ألكسندر كوهارسكي الشاب بالتدرب كرسام في مرسمه. كان أحد تلاميذ بتاريللي الملحوظين أيضاً هو كازيميرز فويناكوفسكي.

## معرض

أعمال مارتيلو بتاريللي
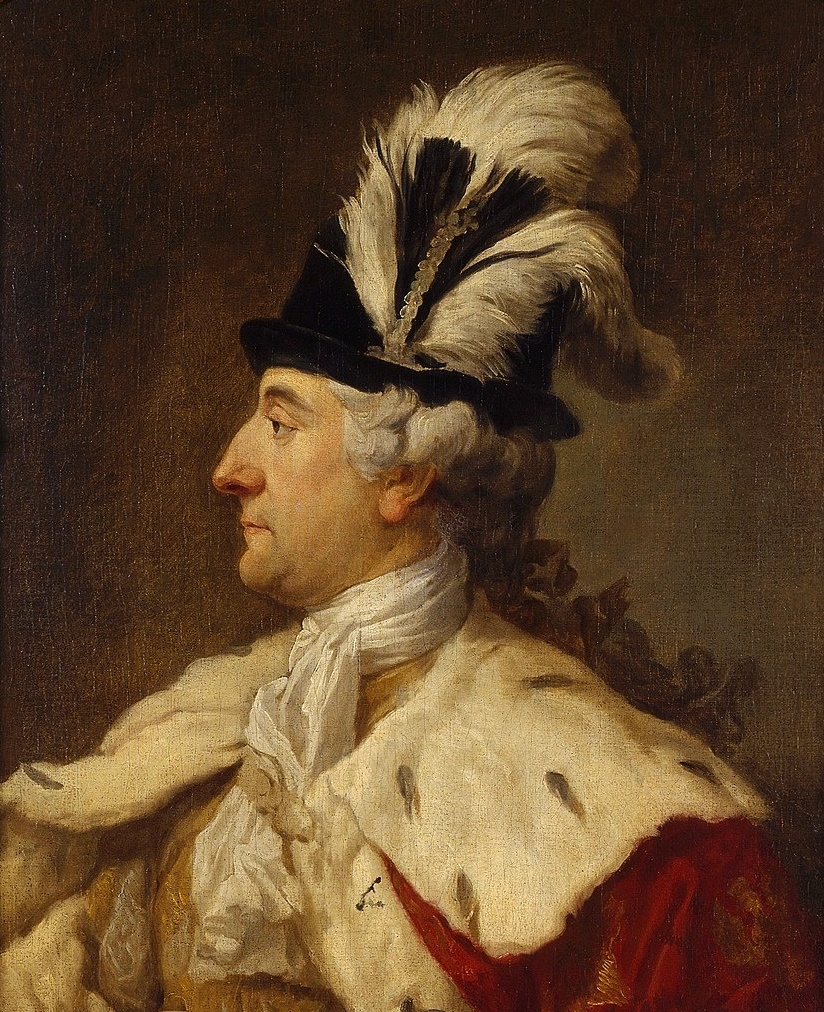
ستانيسواف أوغسطس الثاني ملك بولندا
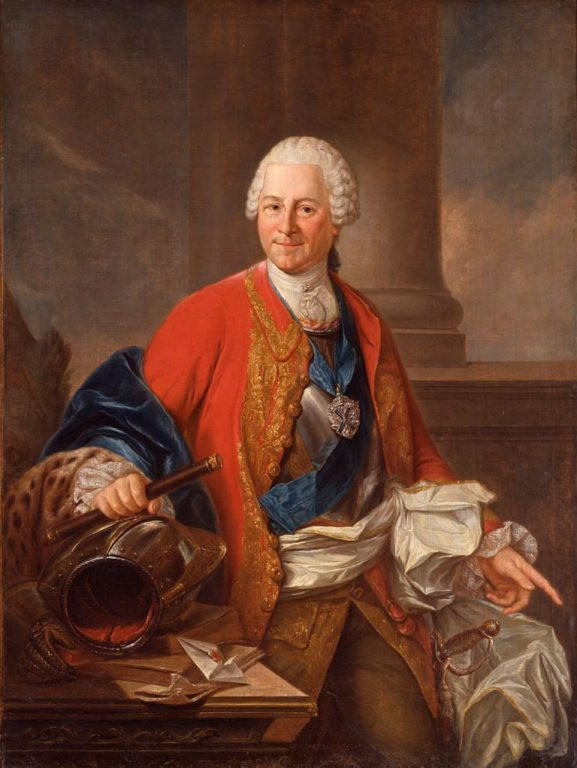
هينريش فون بول
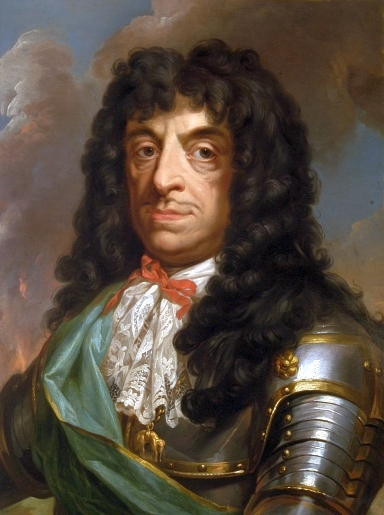
الملك يان الثاني كازيمير
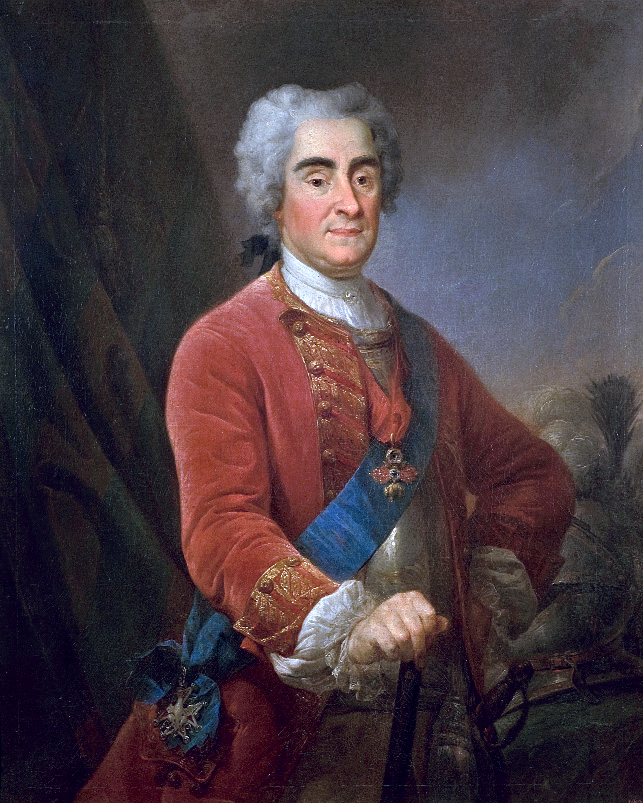
أغسطس الثاني القوي
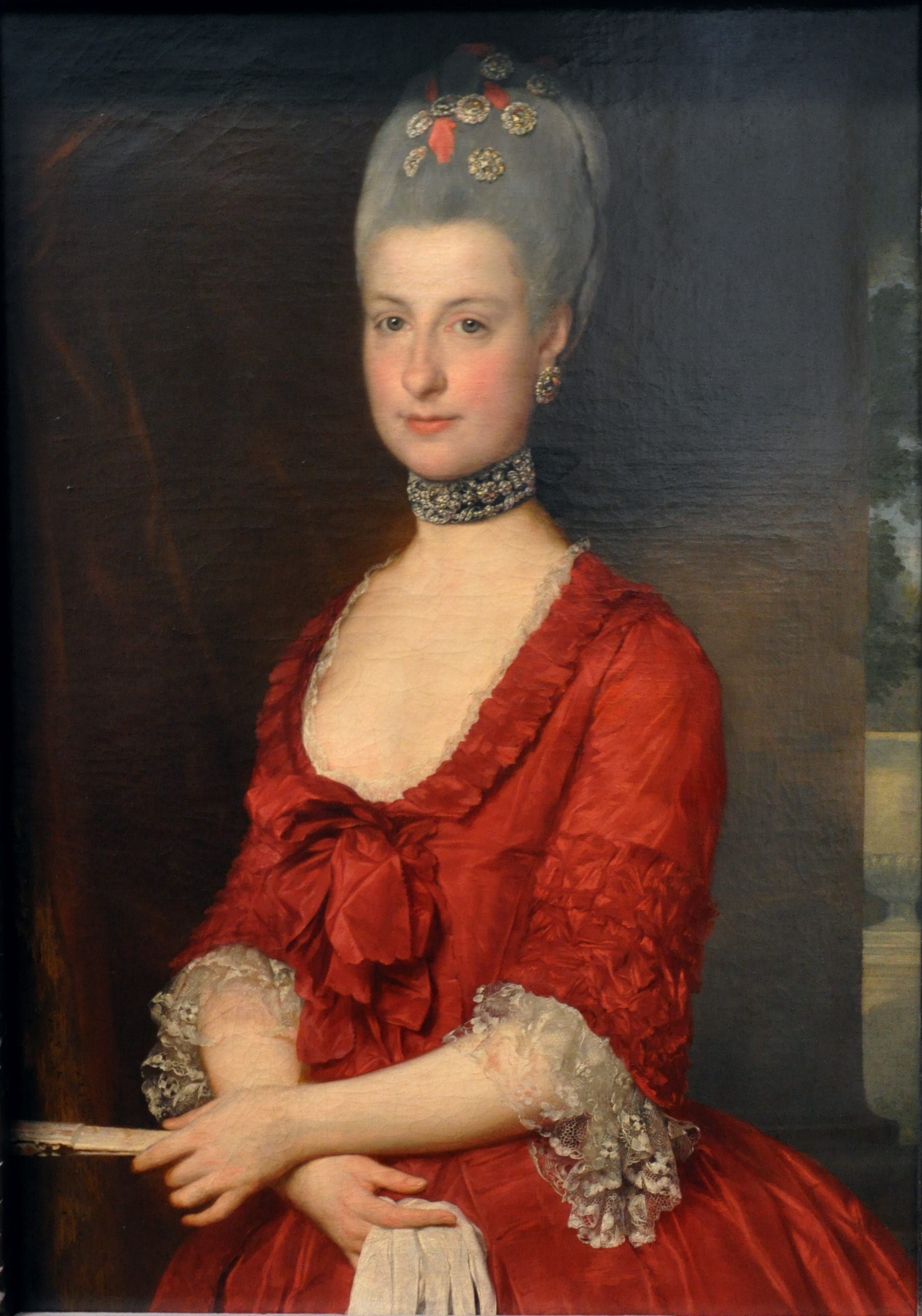
ماري كريستين
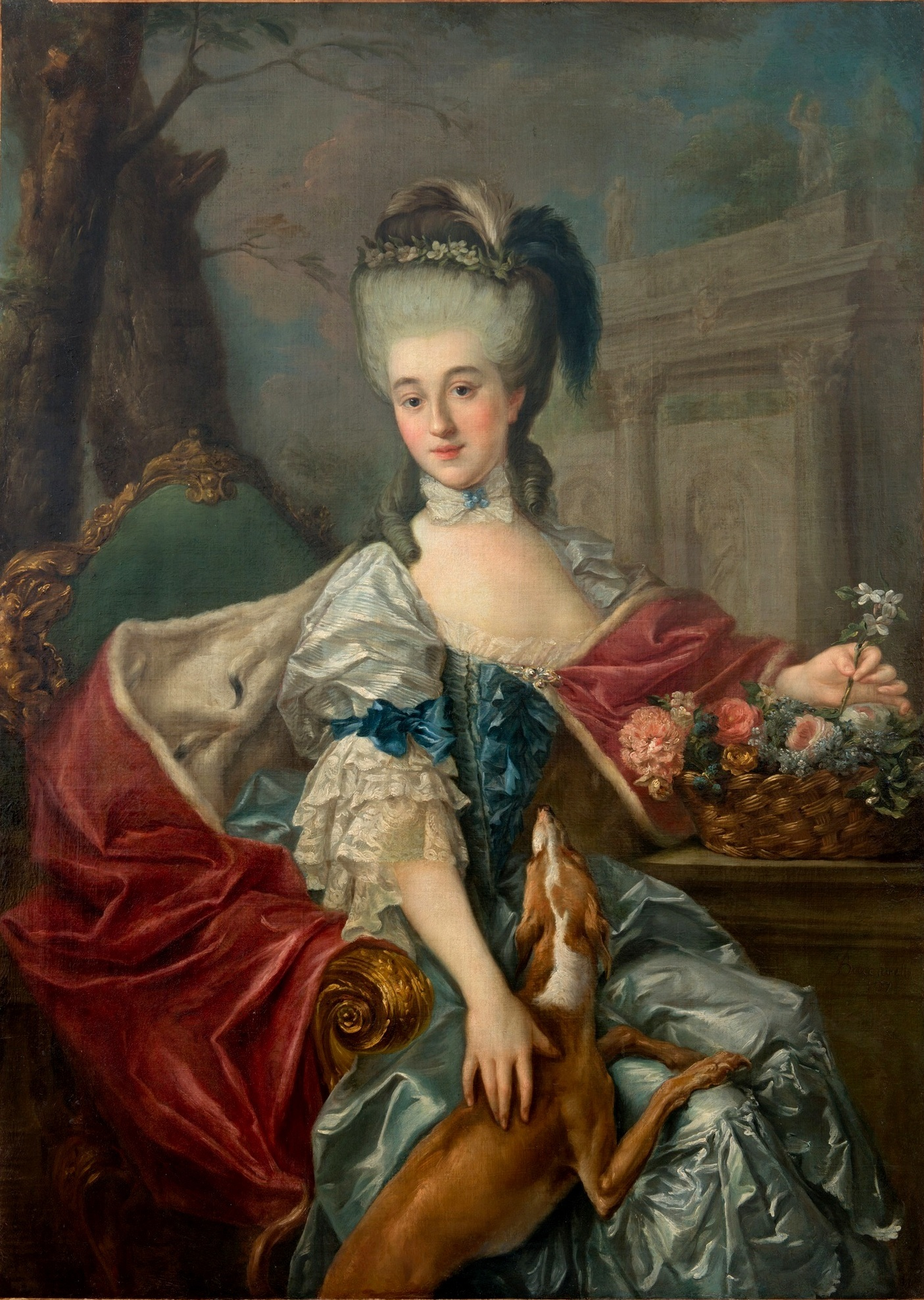
ماركيزة الزرقاء
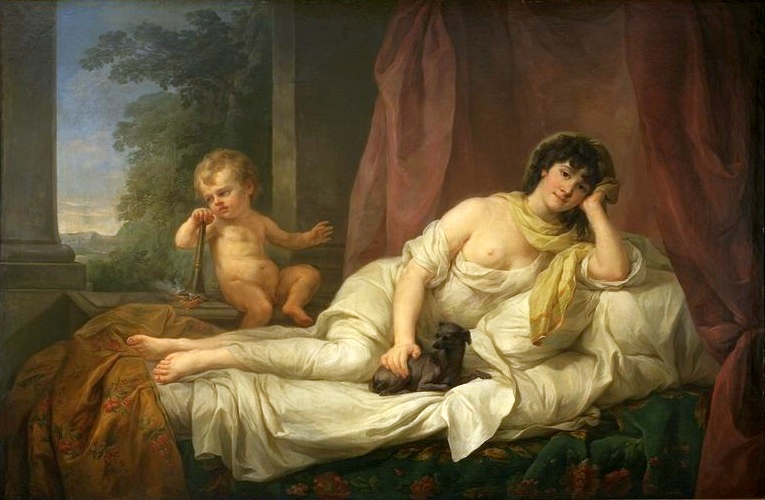
آنا لامبل
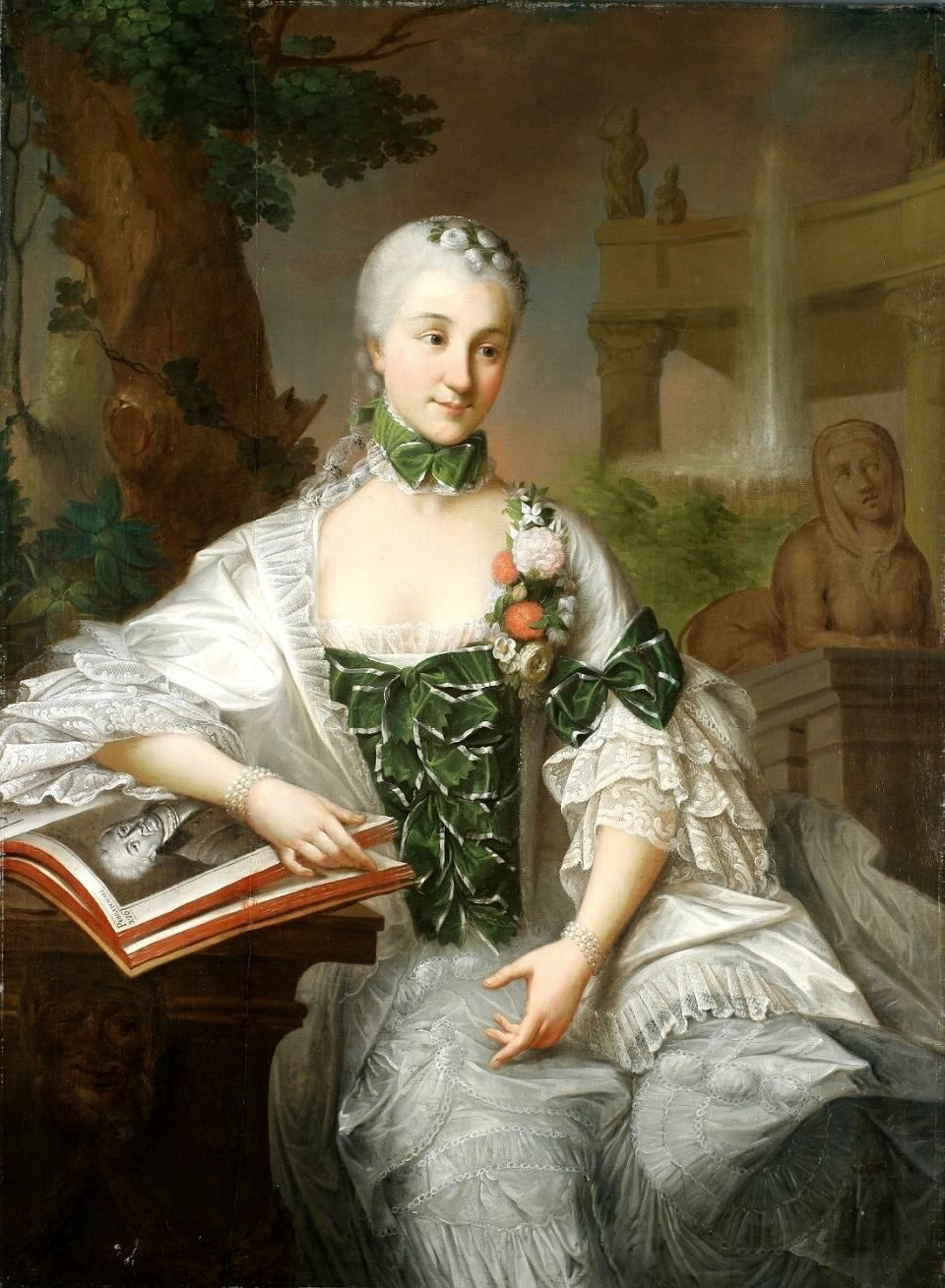
إزابيلا بونياتوفسكا
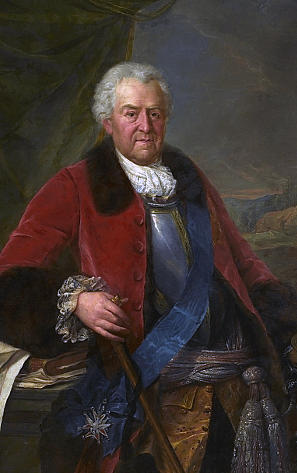
ستانيسلاف بونياتوفسكي